# Дондуковское сельское поселение
Дондуко́вское се́льское поселе́ние — муниципальное образование в составе Гиагинского района Республики Адыгея.
Административный центр — станица Дондуковская.

## География

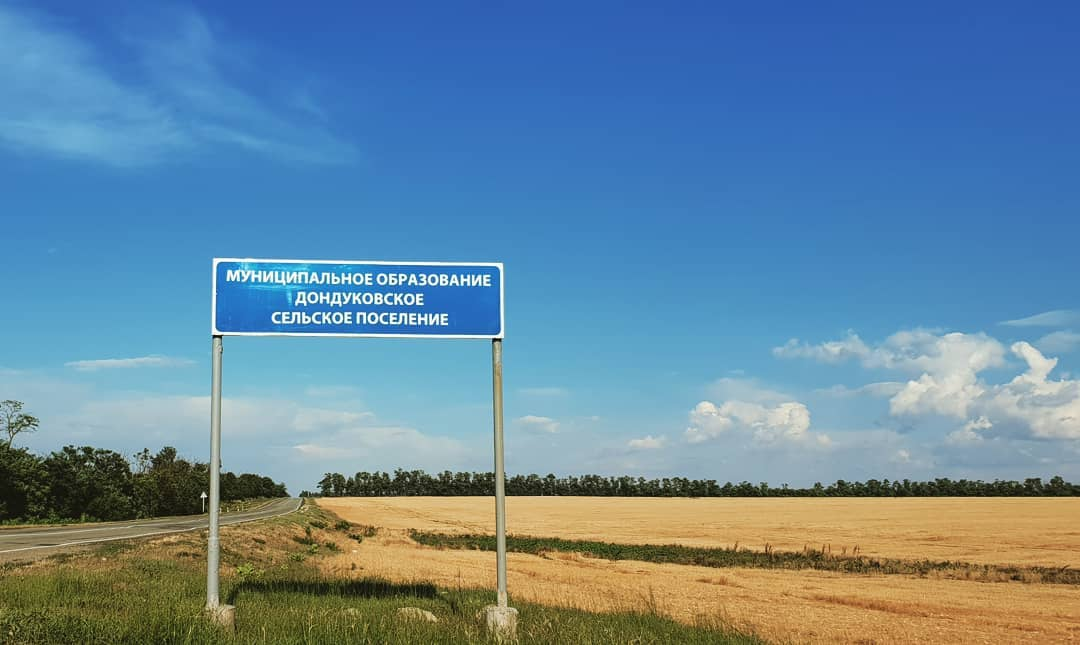
Указатель при въезде в Дондуковское сельское поселение

Муниципальное образование расположено в восточной части Гиагинского района. В состав сельского поселения входит 4 населённых пункта.
Площадь территории сельского поселения составляет — 128,35 км2. Из них сельскохозяйственные угодья занимают — 116,19 км2 (90,53 %).
Граничит с землями муниципальных образований: Сергиевское сельское поселение на юге, Айрюмовское сельское поселение на западе, Джерокайское сельское поселение и Дмитриевское сельское поселение на севере, Кошехабльское сельское поселение на востоке и Игнатьевское сельское поселение на юго-востоке.
Сельское поселение расположено на наклонной Закубанской равнине, в переходной от равнинной в предгорную зоне республики. Рельеф местности представляет собой в основном предгорные волнистые равнины с холмисто-бугристыми и курганными возвышенностями, с общим уклоном с юго-востока на северо-запад. Долины рек изрезаны глубокими балками и понижениями. Средние высоты составляют около 150 метров над уровнем моря.
Гидрографическая сеть представлена реками: Фарс, Чехрак и различными малыми родниковыми ручьями в балках. Также имеется множество водоёмов естественного и искусственного происхождений, наиболее крупные из которых расположены в юго-западной части сельского поселения.
Климат влажный умеренный, с жарким летом и прохладной зимой. Среднегодовая температура воздуха положительная и составляет около +11,5°С. Среднемесячная температура воздуха в июле достигает +23,0°С. Среднемесячная температура января составляет около 0°С. Среднегодовое количество осадков составляет около 720 мм. Основная часть осадков выпадает в период с мая по июль.

## История
Территория современного муниципального образования стала формироваться в начале 1920-х годов, с образованием дондуковского станичного совета.
В 1924 году был включён в состав новообразованного Дондуковского района, с центром в станице Дондуковская.
В 1928 году Дондуковский район был упразднён, а населённые пункты входившие в неё были переданы в состав Майкопского района.
31 декабря 1934 года Дондуковский станичный совет был включён в состав новообразованного Гиагинского района.
В 1993 году Дондуковский станичный совет был реорганизован и переименован в Дондуковский сельский округ.
В 2004 году в ходе муниципальных реформ, Дондуковский сельский округ был преобразован в муниципальное образование со статусом сельского поселения.

## Население
| 2002  | 2010  | 2011  | 2012  | 2013  | 2014  | 2015  |
| ----- | ----- | ----- | ----- | ----- | ----- | ----- |
| 6954  | ↘6818 | ↗6819 | ↗6860 | ↘6742 | ↘6734 | ↗6771 |
| 2016  | 2017  | 2018  | 2019  | 2020  | 2021  | 2023  |
| ↘6753 | ↗6811 | ↗6827 | ↗6839 | ↗6934 | ↘6620 | ↘6611 |
| 2024  |       |       |       |       |       |       |
| ↗6645 |       |       |       |       |       |       |

Плотность: 51.77 чел./км2.

### Национальный состав
По данным Всероссийской переписи населения 2010 года:
| Народ               | Численность, чел. | Доля от всего населения, % |
| ------------------- | ----------------- | -------------------------- |
| русские             | 5 750             | 84,34 %                    |
| армяне              | 549               | 8,05 %                     |
| цыгане              | 117               | 1,72 %                     |
| адыги               | 90                | 1,32 %                     |
| грузины             | 69                | 1,01 %                     |
| другие / не указано | 243               | 3,56 %                     |
| всего               | 6 818             | 100,0 %                    |

Половозрастной состав
По данным Всероссийской переписи населения 2010 года:
| Возраст     | Мужчины, чел. | Женщины, чел. | Общая численность, чел. | Доля от всего населения, % |
| ----------- | ------------- | ------------- | ----------------------- | -------------------------- |
| 0 — 14 лет  | 645           | 694           | 1 319                   | 19,3 %                     |
| 15 — 59 лет | 2 052         | 2 138         | 4 190                   | 61,5 %                     |
| от 60 лет   | 439           | 870           | 1 309                   | 19,2 %                     |
| Всего       | 3 136         | 3 682         | 6 818                   | 100,0 %                    |

Мужчины — 3 136 чел. (47,5 %). Женщины — 3 682 чел. (52,5 %).
Средний возраст населения: 38,3 лет. Медианный возраст населения: 36,4 лет.
Средний возраст мужчин: 35,6 лет. Медианный возраст мужчин: 33,4 лет.
Средний возраст женщин: 40,5 лет. Медианный возраст женщин: 39,5 лет.

## Состав сельского поселения
| № | Населённый пункт     | Тип населённого пункта          | Население | Доля от населения (%) |
| - | -------------------- | ------------------------------- | --------- | --------------------- |
| 1 | Вольно-Весёлый       | хутор                           | →95       | 1,43 %                |
| 2 | Дондуковская         | станица, административный центр | ↗6482     | 97,55 %               |
| 3 | Нечаевский           | хутор                           | →0        | 0 %                   |
| 4 | Смольчев-Малиновский | хутор                           | ↘68       | 1,02 %                |

## Местное самоуправление
Администрация Дондуковского сельского поселения — станица Дондуковская, ул. Ленина, №151.
Структуру органов местного самоуправления сельского поселения составляют:
- Исполнительно-распорядительный орган — Местная администрация Дондуковского сельского поселения. Состоит из 8 человек.  
  - Глава администрации сельского поселения — Бровин Николай Николаевич.
- Представительный орган — Совет Народных депутатов Дондуковского сельского поселения. Состоит из 10 депутатов, избираемых на 5 лет. 
  - Председатель Совета Народных депутатов сельского поселения — Бровин Николай Николаевич.

## Экономика
Специализацией Дондуковского сельского поселения является сельское хозяйство. Важную роль в экономике играет производство сыра.